# Körchow
Körchow är en ortsteil i kommunen Wittenburg i Landkreis Ludwigslust-Parchim i förbundslandet Mecklenburg-Vorpommern i Tyskland. Körchow var en kommun fram till 25 maj 2014 när den uppgick i Wittenburg. Kommunen Körchow hade 773 invånare 2014.